# 第2次グラッドストン内閣

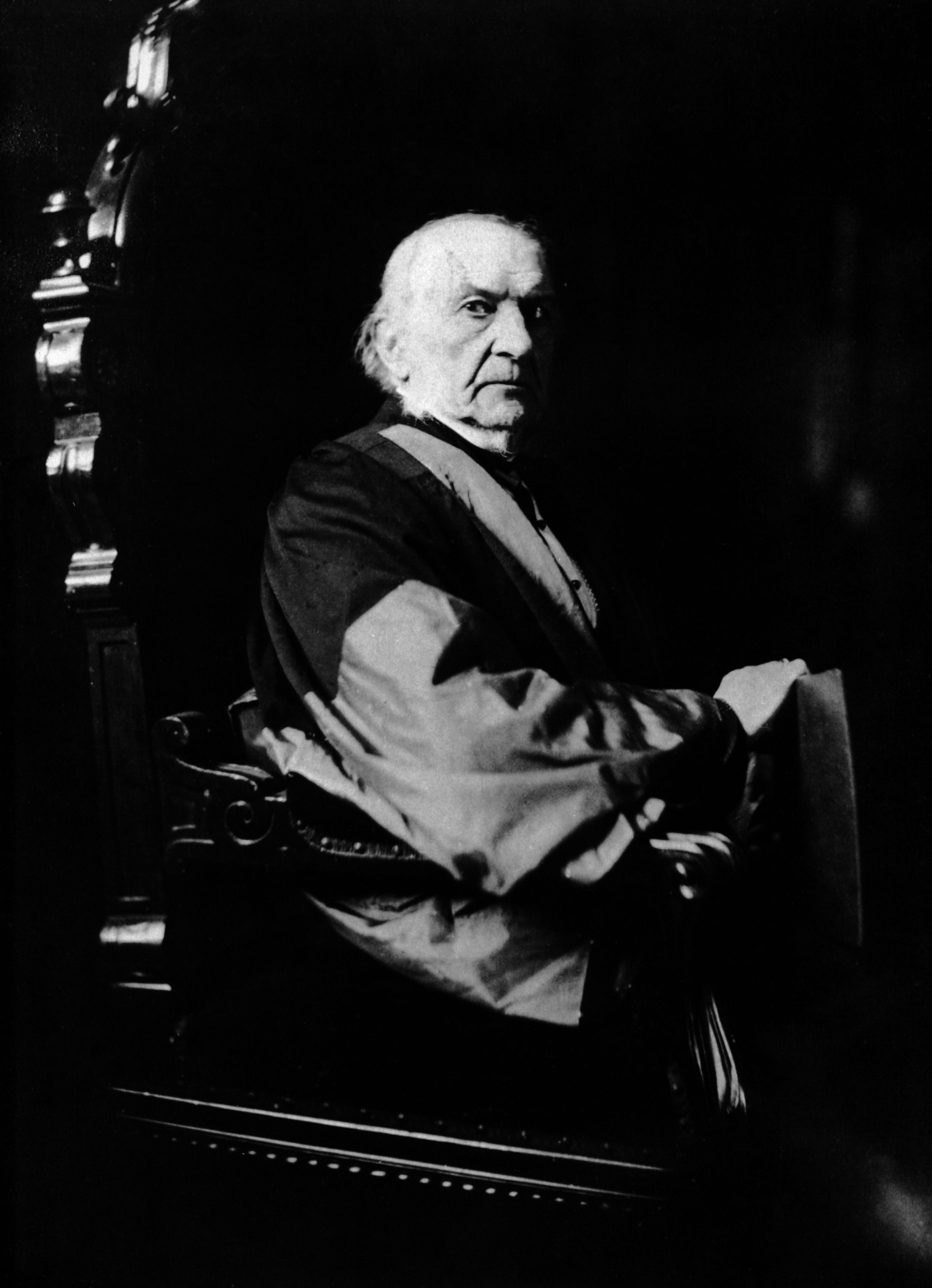
1884年のウィリアム・グラッドストン首相

第2次グラッドストン内閣（だいにじグラッドストンないかく、英語: Second Gladstone ministry）は、1880年4月から1885年6月まで続いた自由党党首ウィリアム・グラッドストンを首相とするイギリスの内閣である。

## 組閣の経緯
1874年の第1次グラッドストン内閣の下野以来、自由党は野党の立場にあった。その間にグラッドストンは自由党党首を退任し、党庶民院議員の指導権を党庶民院院内総務ハーティントン侯爵スペンサー・キャヴェンディッシュ（デヴォンシャー公爵家世子）に、党貴族院議員の指導権を党貴族院院内総務の第2代グランヴィル伯爵グランヴィル・ルーソン＝ゴアに譲り、一時的に政界中枢から引退した。ところが1875年から1878年にかけて東方問題（バルカン半島のスラブ人の反トルコ蜂起と露土戦争）が再燃するとグラッドストンは反トルコ運動を主導して政治活動を再開するようになった。
1879年11月から12月にかけてグラッドストンはスコットランドにおいて、「ミッドロージアン・キャンペーン」と呼ばれる一連のディズレーリ保守党政権批判演説を行って自由党支持を大いに高めた。
その結果、1880年3月から4月にかけて行われた解散総選挙は自由党が大勝し、ディズレーリ内閣は総辞職することになった。グラッドストンを嫌っていたヴィクトリア女王はハーティントン侯爵に組閣の大命を与えたが、ハーティントン侯爵がグラッドストン無しでは組閣不可能と上奏した結果、4月23日になって女王はしぶしぶグラッドストンに組閣の大命を下し、第2次グラッドストン内閣が成立する運びとなった。
第2次グラッドストン内閣は第1次グラッドストン内閣と比較すると発足時から閣内の不統一感が強かった。この頃には自由党内の革新派の中心が急進派からジョゼフ・チェンバレンら新急進派に変わっていたが、彼らはこれまでの急進派と違い、金持ちから高税を取り立てることを主張していたため、自由党内ホイッグ貴族の彼らへの嫌悪感は急進派に対するそれよりも強かったのである。

## 主な政策

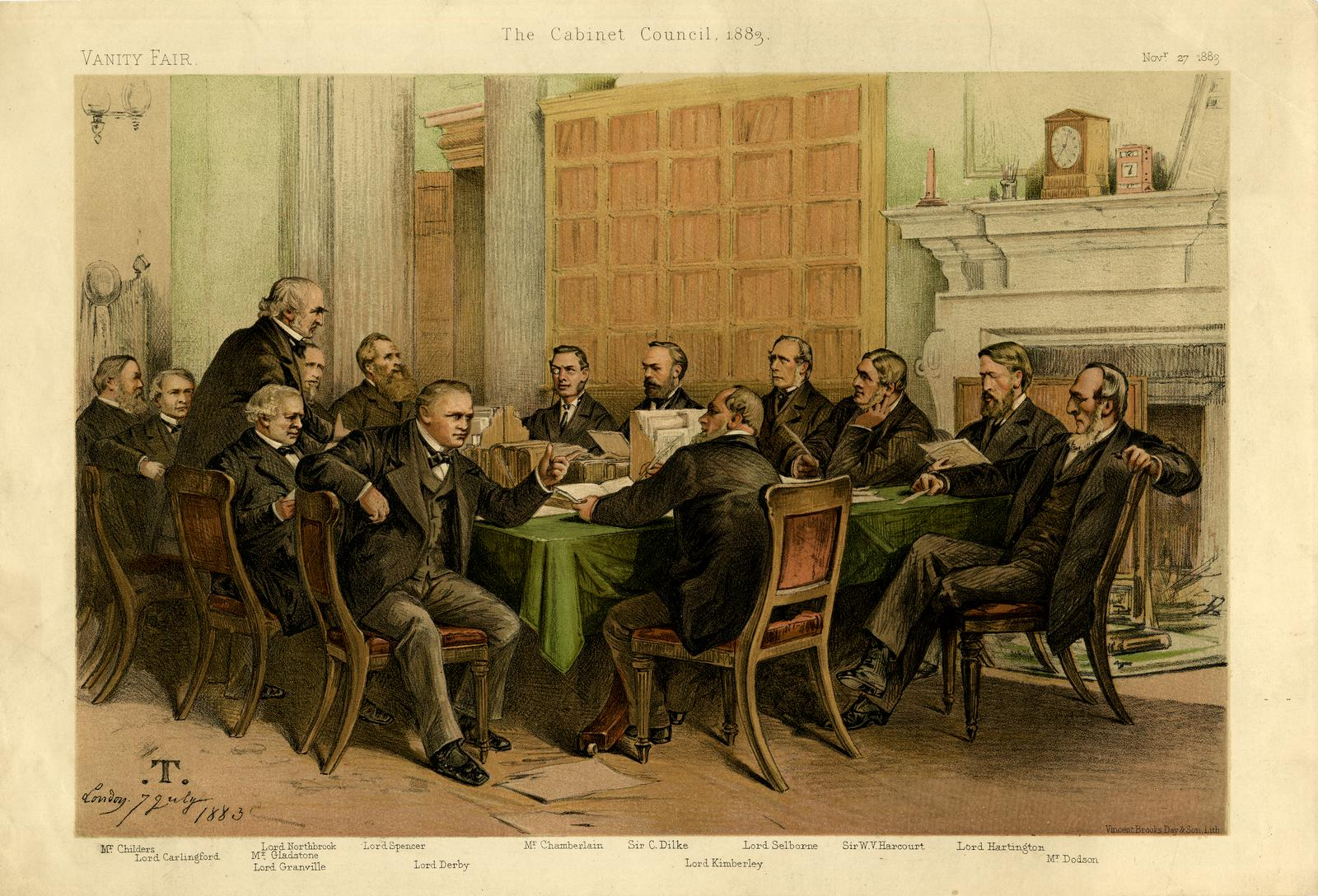
第2次グラッドストン内閣の閣議を描いた『バニティ・フェア』誌の絵（1883年11月27日）

内政面では1881年にアイルランド強圧法を制定してアイルランド人の反政府運動を弾圧しつつ、「アイルランド国民土地連盟」からの圧力を受け入れて地代を収めるアイルランド小作人を追放してはならないというアイルランド土地法を制定した。また1884年には選挙区割りの問題について野党保守党に譲歩することで第三次選挙法改正を実現し、第二次選挙法改正で都市部で導入された戸主選挙権制度を地方にも広げた。
外交面では第二次アフガン戦争を起こしたインド総督初代リットン伯爵ロバート・ブルワー＝リットンを罷免するとともにアフガニスタン王アブドゥッラフマーン・ハーンと条約を結んでアフガンの外交権を接収した。
ズールー戦争後の南アフリカで起こった第一次ボーア戦争（トランスヴァール共和国再独立戦争）をめぐってはボーア人に譲歩してヴィクトリア女王の宗主権付きという条件で再独立を認めた。
エジプトで起こったオラービー革命への対応をめぐって閣内論争が起こったが、最終的には対外強硬派のチェンバレン（新急進派のリーダー）やハーティントン侯爵（ホイッグ貴族のリーダー）らの主張が通り、エジプトへの武力侵攻と占領が行われた（急進派リーダーであるジョン・ブライトは反戦主義思想からこれに反発して辞職）。
エジプト属領スーダンで起きたマフディーの反乱をめぐってはスーダン放棄を決定したが、エジプト軍撤退の指揮をとるために派遣されたチャールズ・ゴードン将軍が1884年3月にハルトゥームで包囲され、その援軍を送るかを否かをめぐって再び閣内論争が起こった。この論争も最終的には強硬派のチェンバレンやハーティントン侯爵が主張を押し通し、援軍派遣が決定された。しかしこの援軍は間に合わず、1885年1月にハルトゥームが陥落してゴードン将軍が戦死したため、内閣は激しい批判に晒された。

## 総辞職の経緯
1885年中に期限が切れるアイルランド強圧法を延長するか否かをめぐって閣内論争が起こり、ジョージ・トレヴェリアンが延長を主張する一方、チェンバレンは延長に反対し、アイルランドに地方自治体型の「権限委譲」を行う譲歩をすべきことを訴えた。
この閣内論争にしびれを切らした第三党のアイルランド議会党党首チャールズ・スチュワート・パーネルが保守党との連携に動いた結果、1885年6月8日、保守党が提出した政府予算案の修正案がアイルランド議会党議員の賛成票を得て可決された。これに対してグラッドストンは総選挙を避けて総辞職したため、保守党党首第3代ソールズベリー侯爵ロバート・ガスコイン＝セシルが少数与党として組閣することになり、第1次ソールズベリー侯爵内閣が成立した。

## 閣内大臣一覧
| 職名                           | 氏名                             | 在任期間                |
|                                |                                  |                         |
| 首相 第一大蔵卿 庶民院院内総務 | ウィリアム・グラッドストン       | 1880年4月 – 1885年6月   |
|                                |                                  |                         |
| 大法官                         | 初代セルボーン伯爵               | 1880年4月 – 1885年6月   |
| 枢密院議長                     | 第5代スペンサー伯爵              | 1880年4月 – 1883年3月   |
| 枢密院議長                     | 初代カーリングフォード男爵       | 1883年3月 – 1885年6月   |
| 王璽尚書                       | 第8代アーガイル公爵              | 1880年4月 – 1881年5月   |
| 王璽尚書                       | 初代カーリングフォード男爵       | 1881年5月 – 1885年3月   |
| 王璽尚書                       | 第5代ローズベリー伯爵            | 1885年3月 – 1885年6月   |
| 内務大臣                       | サー・ウィリアム・ハーコート     | 1880年4月 – 1885年6月   |
| 外務大臣 貴族院院内総務        | 第2代グランヴィル伯爵            | 1880年4月 – 1885年6月   |
| 植民地大臣                     | 初代キンバリー伯爵               | 1880年4月 – 1882年12月  |
| 植民地大臣                     | 第15代ダービー伯爵               | 1882年12月 – 1885年6月  |
| 陸軍大臣                       | ヒュー・チルダース               | 1880年4月 – 1882年12月  |
| 陸軍大臣                       | ハーティントン侯爵               | 1882年12月 – 1885年6月  |
| インド担当大臣                 | ハーティントン侯爵               | 1880年4月 – 1882年12月  |
| インド担当大臣                 | 初代キンバリー伯爵               | 1882年12月 – 1885年6月  |
| 財務大臣                       | ウィリアム・グラッドストン       | 1880年4月 – 1882年12月  |
| 財務大臣                       | ヒュー・チルダース               | 1882年12月 – 1885年6月  |
| 海軍大臣                       | 初代ノースブルック伯爵           | 1880年4月 – 1885年6月   |
| 通商庁長官                     | ジョゼフ・チェンバレン           | 1880年4月 – 1885年6月   |
| 地方行政委員会委員長           | ジョン・ドドソン                 | 1880年4月 – 1882年12月  |
| 地方行政委員会委員長           | サー・チャールズ・ディルク准男爵 | 1882年12月 – 1885年6月  |
| ランカスター公領大臣           | ジョン・ブライト                 | 1880年4月 – 1882年7月   |
| ランカスター公領大臣           | 初代キンバリー伯爵               | 1882年7月 – 1882年12月  |
| ランカスター公領大臣           | ジョン・ドドソン                 | 1882年12月 – 1884年10月 |
| ランカスター公領大臣           | ジョージ・トレヴェリアン         | 1884年10月 – 1885年6月  |
| 郵政長官                       | ジョージ・ショー＝レフィーヴァー | 1885年3月 - 1885年6月   |
| アイルランド担当大臣           | ウィリアム・フォーテスキュー     | 1880年4月 – 1882年5月   |
| アイルランド担当大臣           | 後任は閣外大臣                   |                         |
| アイルランド総督               | 第5代スペンサー伯爵              | 1882年4月 – 1885年6月   |